# Реда-Віденбрюк
Реда-Віденбрюк (нім. Rheda-Wiedenbrück) — місто в Німеччині на ріці Емс.
Реда-Віденбрюк — молоде місто. Виникло 1970 року, коли були об'єднані міста Реда і Віденбрюк, а також громади Санкт-Фіт, Лінтель, Батенхорст і Північна Реда.
Коріння обох міст сягають Середньовіччя. Віденбрюк був заснований за правління Карла Великого і вже в 952 році отримав від імператора Оттона права міста.
Перша згадка про м. Реда відноситься до 988 року. Засновником міста вважається Відукінд Саксонський, який заклав тут фортецю. На цьому місці нині стоїть характерний для Вестфалії «водний замок» (навколо замку — рів) графів фон Бентгейм.
Замок Бентгеймів знаходиться в колишньому графському парку, який називається «Флора-Вестфаліка» і є символом міста, а місто іноді іменується «містом Флори-Вестфаліка».
Реда-Віденбрюк — промисловий центр (меблева, харчова промисловість; автомобілебудування).